# IFK Strömstad
IFK Strömstad är en fotbollsförening från Strömstad i Bohuslän. Den bildades första gången den 22 november 1907, men lade ner redan 1908. Året därpå återbildades dock föreningen, nu under namnet Strömstads IF, vilket var föreningens namn fram till 1913, då namnet IFK Strömstad återtogs.
Bland föreningens mest framstående spelare märks Sven Andersson och Glenn Martindahl.